# Сава, Факундо
Факундо Сава (исп. Facundo Sava; род. 7 марта 1974[…], Итусайнго, Буэнос-Айрес) — аргентинский футболист и футбольный тренер.

## Игровая карьера
Факундо Сава начинал свою профессиональную карьеру футболиста в 1993 году в клубе «Феррокарриль Оэсте», откуда в 1996 году перешёл в «Боку Хуниорс». Однако там он не сумел закрепиться и отправился в команду «Химнасия и Эсгрима» из Ла-Платы, где результативно провёл следующие 5 лет. В 2002 году Сава за £2 миллиона перешёл в клуб английской Премьер-лиги «Фулхэм». В Англии он прославился за счёт дубля в домашнем матче против «Ливерпуля», а также манерой празднования забитого им гола, когда он надевал некое подобие маски Зорро. Сезон 2004/05 Сава провёл, на правах аренды выступая за клуб испанской Сегунды «Сельта», а первую половину сезона 2006/07 — в другом клубе Сегунды «Лорка Депортива».
В начале 2007 года Сава вернулся в Аргентину, подписав контракт с «Расингом» из Авельянеды. Впоследствии он играл на родине за «Арсенал» из Саранди и «Кильмес».
Заканчивал карьеру игрока Сава, играя за «Феррокарриль Оэсте» в 2010 году.

## Тренерская карьера
Свою тренерскую карьеру Сава начал, возглавив в апреле 2012 года клуб аргентинской Примеры «Сан-Мартин» из Сан-Хуана. Под его руководством команды сумела избежать вылета по итогам сезона 2011/12, не проиграв в стыковых матчах «Росарио Сентраль».
В 2013 году Сава возглавлял «Унион» из Санта-Фе, который при нём выбыл из Примеры и играл в Примере B Насьональ. Летом 2014 года Сава был назначен главным тренером чилийского клуба «О’Хиггинс», где проработал до начала 2015 года. В июле того же года он возглавил аргентинский «Кильмес», а по завершении сезона 2015 — «Расинг» из Авельянеды. 16 августа 2016 года, через два дня после матча против «Лануса» (0:1) в рамках Кубка двухсотлетия независимости (Copa del Bicentenario de la Independencia), был уволен со своего поста.